# Man ist nur zweimal jung
Man ist nur zweimal jung ist ein österreichischer Spielfilm in Schwarzweiß von Helmut Weiss. Das Drehbuch stammt von Wolf Neumeister. Es beruht auf dem gleichnamigen Lustspiel von Otto F. Beer und Peter Preses. Die Hauptrollen sind mit Wolf Albach-Retty, Winnie Markus, Heidi Brühl, Susi Nicoletti und Margit Saad besetzt. Seine Uraufführung erlebte das Werk am 5. April 1958.

## Handlung
Eigentlich ist der Wiener Innenarchitekt Peter Grafenegger glücklich verheiratet und hat mit seiner Frau Marthe eine reizende 17-jährige Tochter; aber ausgerechnet an seinem 50. Geburtstag spürt er, dass sein Leben einen neuen Wendepunkt braucht. Schon am frühen Morgen tauchen die ersten Gäste bei ihm auf: Hansueli Stuffer, der Verlobte seiner Tochter und Sohn eines Schweizer Hoteliers, sowie Marie Theres Nebel, Marthes langjährige Vertraute. Die beiden Damen ziehen sich auch gleich zu einem Pläuschchen zurück. Marthe spürt schon länger, dass ihr Gatte neue Impulse braucht, und erhofft sich Hilfe von ihrer Freundin. Das Eintreffen der jungen Innenarchitektin Adrienne Jäger, die früher in Peters Firma beschäftigt war, bringt die beiden Damen schließlich auf den richtigen Gedanken: Es heißt nämlich, dass Adrienne in Salzburg ein Antiquitätengeschäft betreibt, das in Schwierigkeiten steckt. Peter soll ihr dabei helfen, das Geschäft in Schwung zu bringen, denn dann hätte er eine befriedigende neue Lebensaufgabe.
Es kommt, wie Marthe es gehofft hat: Nach seinem ersten Besuch in Salzburg kehrt Peter zufrieden heim; er ist wieder temperamentvoll und unternehmungslustig wie in alten Zeiten. Peters Besuche bei seiner früheren Angestellten häufen sich; Adriennes Antiquitätengeschäft blüht auf. Merkwürdig ist nur, dass Peter zudem auf einmal oft mit seinem Freund Franz Wiesinger „auf die Jagd“ geht. Auch dieser – ein viel beschäftigter Notar – befindet sich im gleichen „gefährlichen“ Alter und ist immer auf der Jagd – nach amourösen Abenteuern.
In Salzburg lernt Peter zufällig die Chansonette Wanda kennen und verliebt sich Hals über Kopf in sie.
Peter Grafeneggers Tochter Clarissa ist inzwischen in Zürich eingetroffen, um in einem Hotel der Stuffer-Kette zu volontieren; denn als künftige Gattin eines Hoteliers sollte sie sich schon etwas mit diesem Gewerbe vertraut machen. Rein zufällig findet sich auch Clarissas Papa in Zürich ein, wo er mit Wanda ein Rendezvous vereinbart hat. Vorher besucht er aber noch seine Tochter. Bei dieser Gelegenheit lernt er auch Ruedi Stuffer kennen, den Senior-Chef des Stuffer-Konzerns. Jetzt muss er zu seinem Bedauern erfahren, dass dieser auch der Eigentümer des Hotels ist, in dem er sich mit Wanda treffen möchte. Der alte Stuffer lässt es sich natürlich nicht nehmen, seinem künftigen Gegenschwieger möglichst viel Gutes zu tun. Als Erstes quartiert er ihn ins Fürsten-Appartement um und macht damit dessen geplanten Seitensprung unmöglich.
Als Clarissa zur Vorbereitung ihrer Hochzeit nach Wien zurückkehrt, ist ihr Vater wieder einmal „auf der Jagd“. Sein Freund Wiesinger telegrafiert Peter, er solle umgehend in seine Villa kommen. Vorsorglich nimmt Wiesinger einen von ihm erlegten Eber mit zu den Grafeneggers, um ihn als Beute des Hausherrn auszugeben. Doch Peter, der nichts davon ahnt, kommt mit der gleichen Jagdtrophäe zu Hause an. Dieser Umstand lässt in der Familie rasch das Misstrauen gegen Peters häufige „Jagdausflüge“ anschwellen. Nach einigen retardierenden Momenten, bei denen auch die Chansonette nicht unschuldig ist, lösen sich am Ende alle Probleme in Wohlgefallen auf: Clarissa darf ihren Hansueli heiraten, dessen Vater macht Wanda einen Heiratsantrag und Marthe versöhnt sich mit ihrem Peter.

## Produktionsnotizen
Die Bauten wurden von dem Filmarchitekten Leo Metzenbauer geschaffen. Marcel André steuerte die Kostüme bei. Hans Lang komponierte die Musik. Louise Martini singt in dem Film seine Lieder „Man ist nur zweimal jung, Monsieur!“ und „Im alten Hafen von Calais“, beide getextet von Erich Meder und begleitet vom Orchester Herbert Seiter. Franz Josef Gottlieb, der selber später als Regisseur sehr erfolgreich war, hatte sich hier noch als Regieassistent betätigt.

## Kritik
Das Lexikon des internationalen Films zieht folgendes Fazit: „Gesellschaftskomödie mit Wiener Flair. […] Ein Unterhaltungsangebot mit ausgiebiger Verwendung von bewährten Klischees und Typen.“

## Quelle
- Programm zum Film: Das Neue Film-Programm, erschienen im gleichnamigen Verlag, Mannheim, ohne Nummernangabe.